# Rödstrupig droppastrild
Rödstrupig droppastrild (Hypargos niveoguttatus) är en fågel i familjen astrilder inom ordningen tättingar.

## Utseende och läte
Rödstrupig droppastrild är en liten och knubbig astrild med mörk fjäderdräkt och kritvita fläckar tvärs över den svarta buken. Hanen har röd huva och grå hjässa, honan orangefärgat bröst och brunaktigt huvud. Arten liknar rosastrupig droppastrild, men hanen skiljer sig på den grå hjässan och honan på det orangefärgade bröstet. Lätet är en kort och ljus drill, den sällan hörda sången en blandning av en rad olika ljud. 

## Utbredning och systematik
Rödstrupig droppastrild delas in i två underarter:
- H. n. macrospilotus – förekommer från Angola till östra Kongo-Kinshasa, Kenya, Somalia, Tanzania, Zambia och Malawi
- H. n. niveoguttatus – förekommer i östra Zimbabwe och södra Moçambique

## Levnadssätt
Rödstrupig droppastrild hittas i lummiga miljöer, som skogsbryn, gläntor och buskmarker. Den är skygg och tillbakadragen. 

## Status
Arten har ett stort utbredningsområde och beståndet anses stabilt. Internationella naturvårdsunionen IUCN listar den därför som livskraftig (LC).